# Weißenohe
Weißenohe è un comune tedesco di 1 124 abitanti, situato nel land della Baviera.